# 산업안전보건연구원
산업안전보건연구원(産業安全保健硏究院, Occupational Safety and Health Research Institute, OSHRI)은 산업재해예방사업을 뒷받침할 전문적인 조사·연구 기관의 필요성을 인식해 1989년 한국산업안전보건공단 산하에 설립한 산업재해예방 공공연구 기관이다. 연구분야는 산업안전, 산업보건, 직업성 질환 역학조사, 분석·측정기관 정도관리, 화학물질 유해·위험성 평가 등이며, 각종 연구전문 사업을 통해 근로자의 건강과 생명을 보호하기 위한 정책 및 사업 등을 수행하고 있다. 현재 울산광역시 중구 종가로에 위치하고 있다.

## 조직

### 산업안전보건연구원장
- 재해통계분석부
- 안전보건정책연구실
  - 연구기획부
  - 연구지원부
  - 정책제도연구부
- 안전연구실
- 직업건강연구실
  - 직업건강연구부
  - 역학조사부
- 직업환경연구실
- 산업화학연구실
  - 화학물질연구센터
    - 화학물질정보연구부
      - 운영팀

    - 유해성연구부
    - 위험성연구부

  - 흡입독성연구센터
    - 시험기획부
    - 흡입시험연구부
    - 병리검사부